# Бангладешська кухня

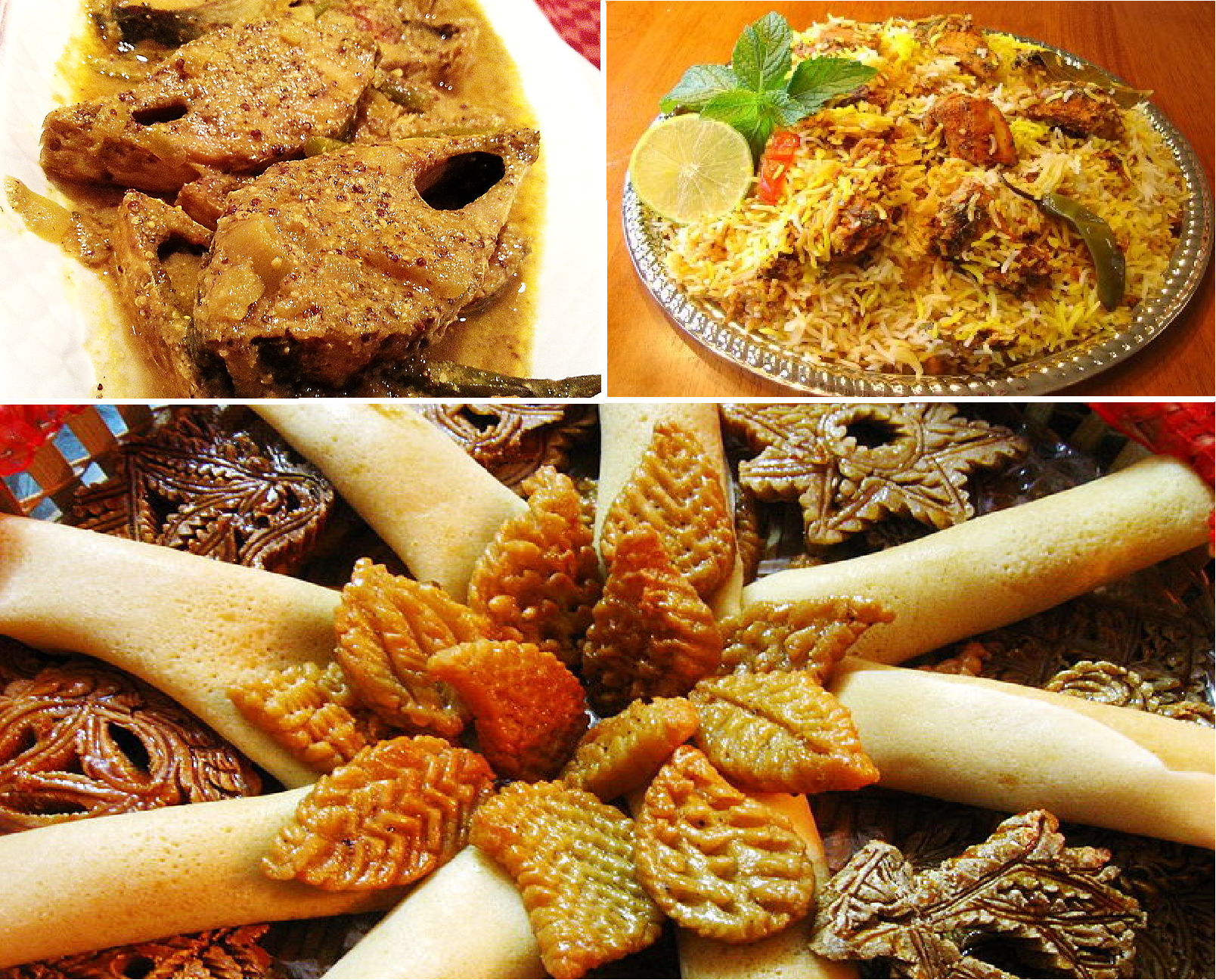
Бангладешська кухня

Бангладешська кухня (бенг. বাংলাদেশের রান্না) — національна кухня країни Бангладеш. Кухня цієї держави сформувалась під впливом географічного положення та різноманітних історичних подій. Рис та риба — основна їжа місцевого населення країни Бангладеш.

## Основні продукти

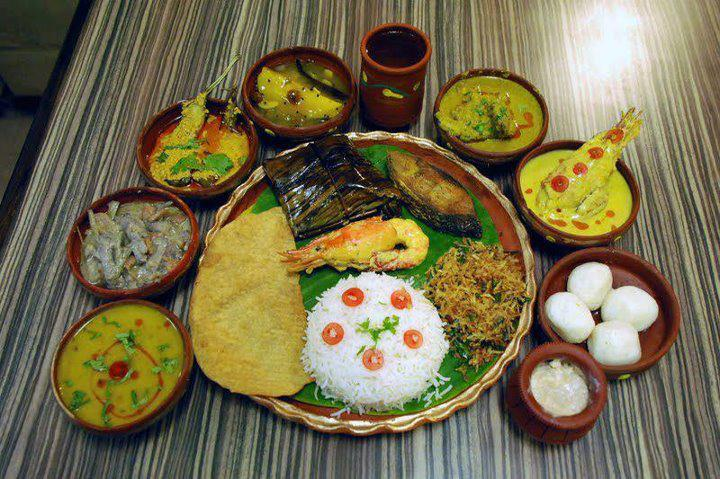
Бенгальські рибні страви

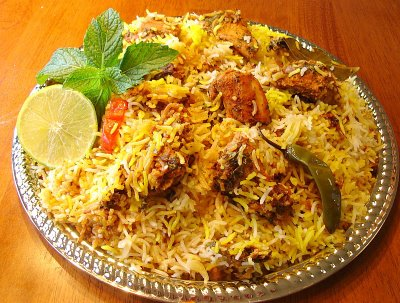
Страва Бір'яні

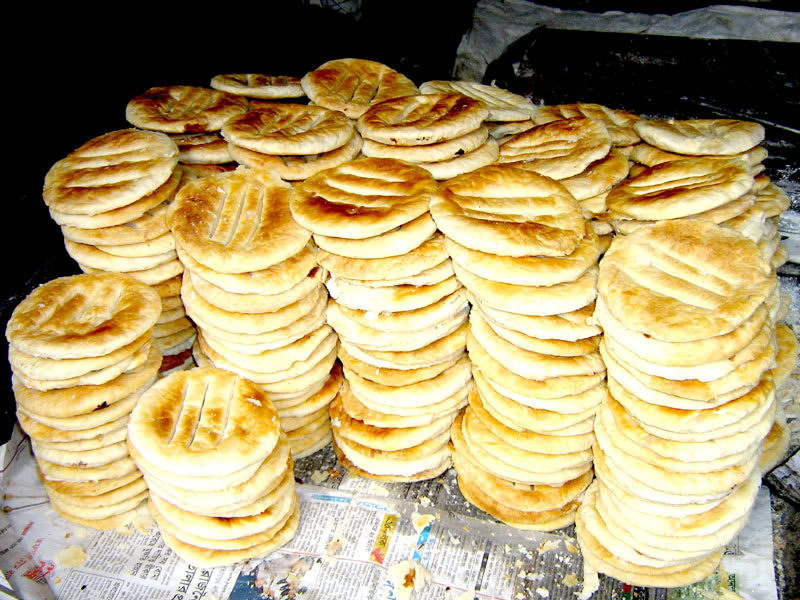
Бакаркхані в місті Дакка

Бангладешська кухня складається з різних регіональних кухонь, але рибу та рис споживають всюди. Рис — найважливіший продукт харчування в Бангладеш. Його їдять з каррі, зеленню, сочевицею, тушкованими та смаженими овочами. Особливою відмінністю в цій кулінарії є використання для приготування страв прісноводної риби.
Бангладешські страви мають сильний аромат через використання різноманітних спецій і трав. Здебільшого тут готують та споживають рисові торти чи пітха (рецептів дуже багато), рибу (анчоуси, мола, тенгра), гірчичну олію, гірчичну пасту, морепродукти — креветки та омари, гарбуз, імбир, перець чилі, редис тощо. Бананове листя переважно використовують для приготування та загортання їжі.
М'ясо тут також споживають, притримуючись стандартів Халяль. Основними видами м'яса, які використовуються в цій кухні, є яловичина, козлятина, ягнятина, курка, качка, інші види птиці тощо. Бхуна — найпопулярніший спосіб приготування м'яса в Бангладеш. Він передбачає смаження м'яса та цибулі з великою кількістю спецій на відкритому вогнищі протягом довгого періоду часу.
Дуже широке використання різноманітних спецій для приготування м'ясних та овочевих страв. Гострий соус з гірчиці або кашунді — соус для закусок. Іноді він є базовим інгредієнтом для рибних та овочевих страв.
Молочні продукти — невід'ємна частина бенгальської кухні. Також вона включає сотні рецептів різноманітних десертів, закусок, солодощів та кондитерських виробів.
Овочі та фрукти споживаються місцевими жителями як основна їжа. Бангладеш є п'ятою країною в світі, яка експортує тропічні фрукти. Національним фруктом є джекфрут.
Чай — є національним напоєм. Його споживають всюди в країні та пропонують гостям на знак привітання.

## Регіональні особливості кухні

Бенгальські солодощі

В залежності від регіону кухня Бангладешу має свої риси та особливості.
- Східний регіон. Основна особливість кухні цього регіону — споживання фруктів (банани, папая, манго) та овочів (сирих та смажених), а також рису та риби[3].
- Центральний регіон. Столиця Дакка та її навколишні регіони складають цей регіон. Основна їжа — прісноводна риба та м'ясні страви.
- Північний регіон. Регіон славиться своїми солодощами та десертами на всю країну. Споживають тут також ананас, гуава, кавун, диню, яблука, тропічний виноград, груші тощо.
- Південний регіон. Кухня цього регіону Бангладешу демонструє справжні бенгальські рецепти. Страви готують з кокосового молока, морських риб, спецій, яких тут дуже багато.

## Страви та напої

### Основні страви

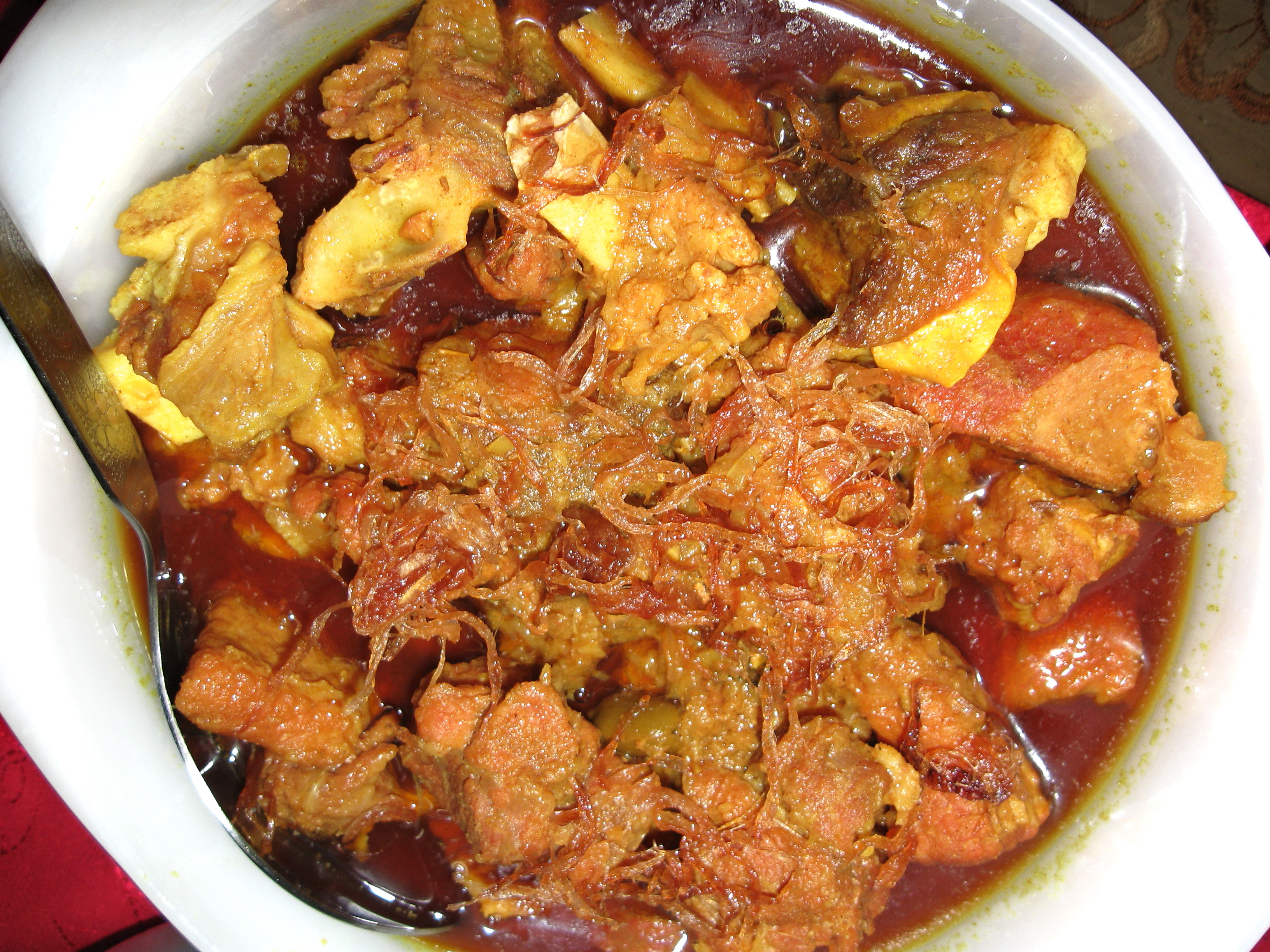
Яловичина каррі

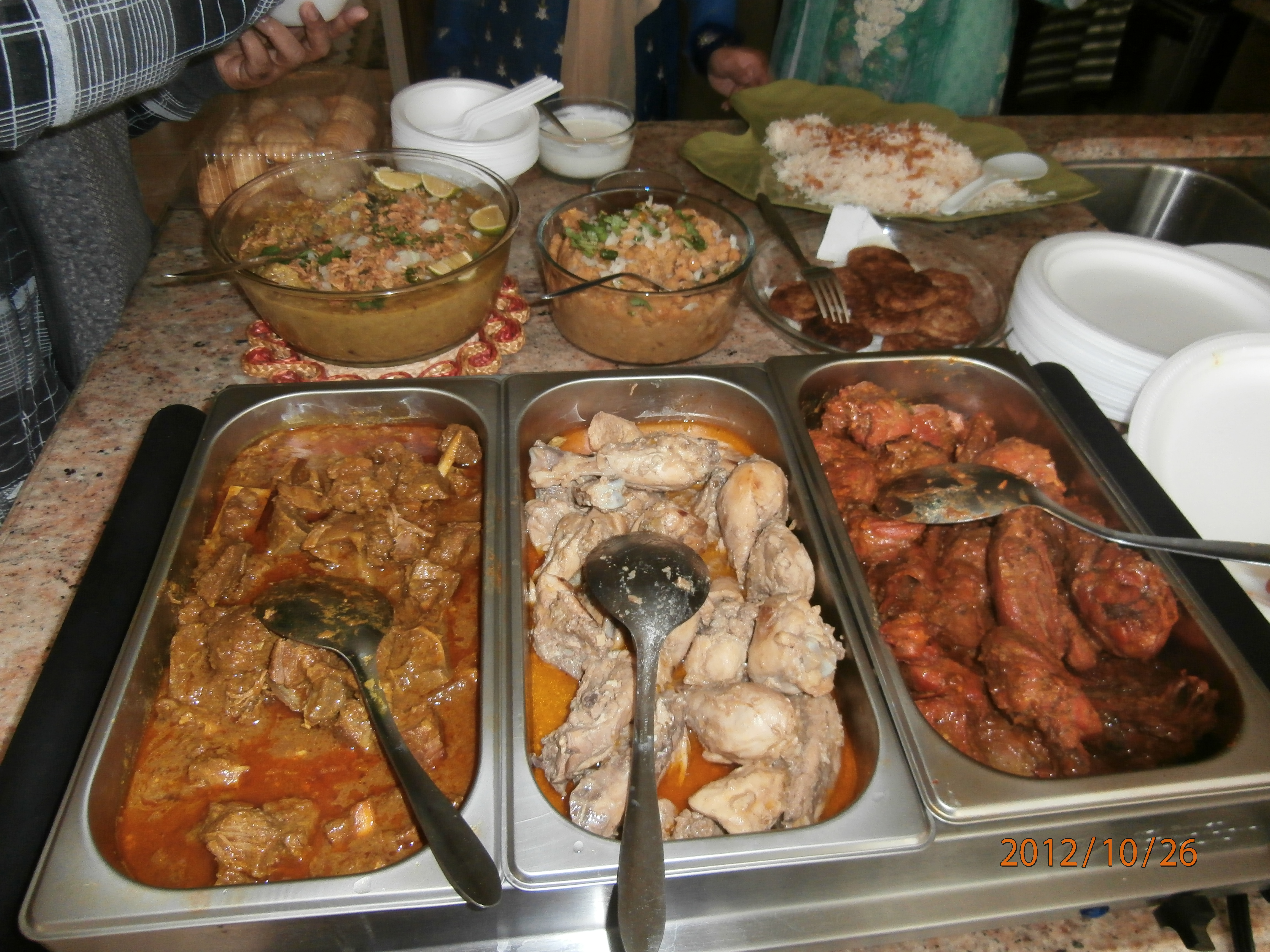
Бангладешські страви

- Ачар — страва з маринованих овочів та фруктів з додаванням спецій.
- Бір'яні — дуже поширена страва в Бангладеш. Її готують з рисом, м'ясом чи рибою, картоплею та спеціями[4].
- Бхая — смажена картопля (або баклажани, риба, курка, капуста), попередньо занурена у тісто.
- Бхапа — риба або овочі зі спеціями.
- Бхате — овочі у вареному рисі.
- Дом — варені овочі та м'ясо.
- Каля — приготування риби або м'яса з великою кількістю олії або гострого соусу з використанням імбиру.
- Корма (страва) — яйце, риба або м'ясо в м'якому соусі з йогуртом та кокосовим молоком.
- Патурі — риба жирного сорту з гірчичним соусом, куркумою, посолена та загорнута в бананове листя.
- Посто — страва (особливо картопля або баклажани) з маком, який є основним ароматизатором.
- Торкарі — те саме, що і каррі.

### Десерти

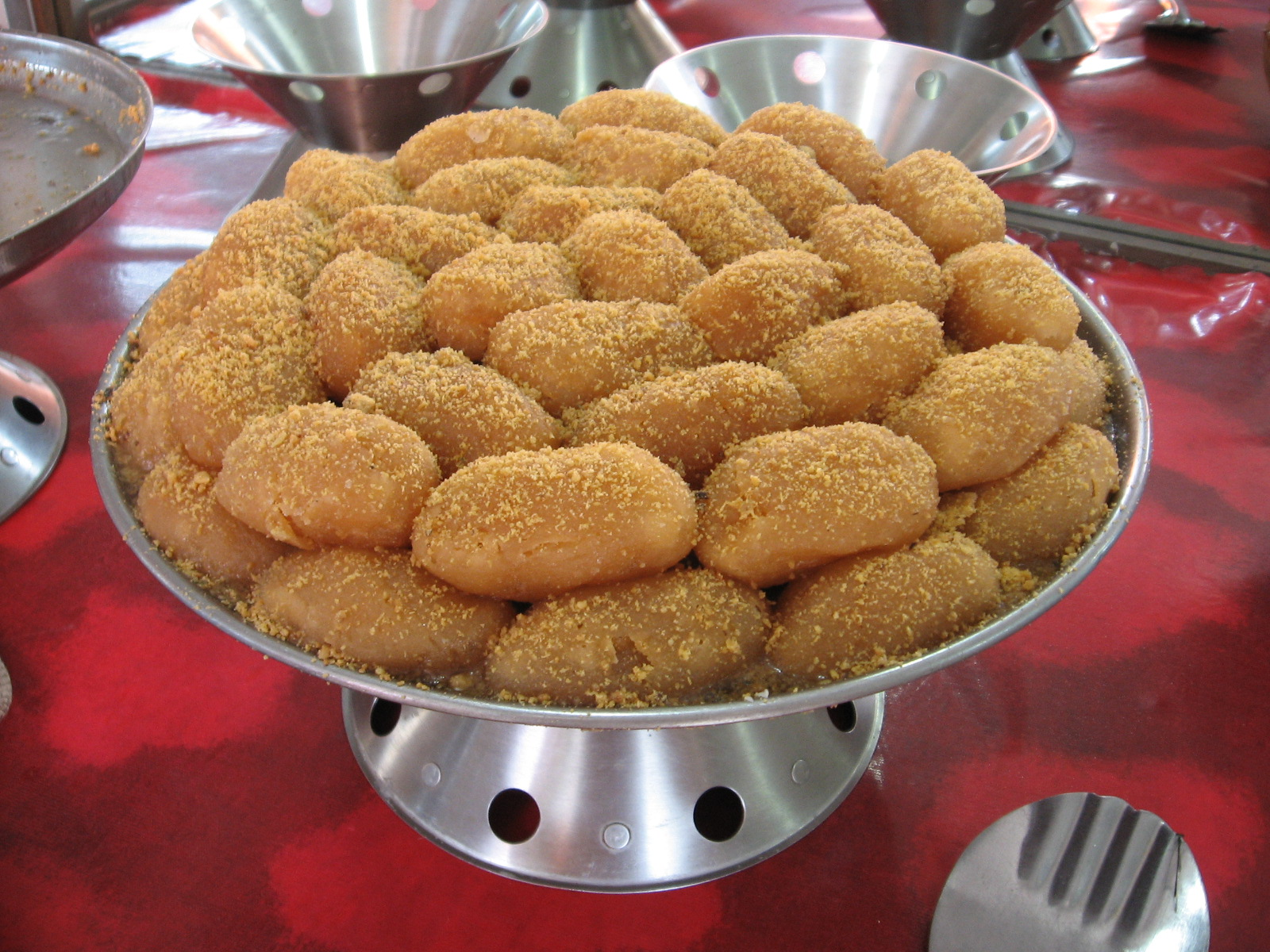
Чомчом

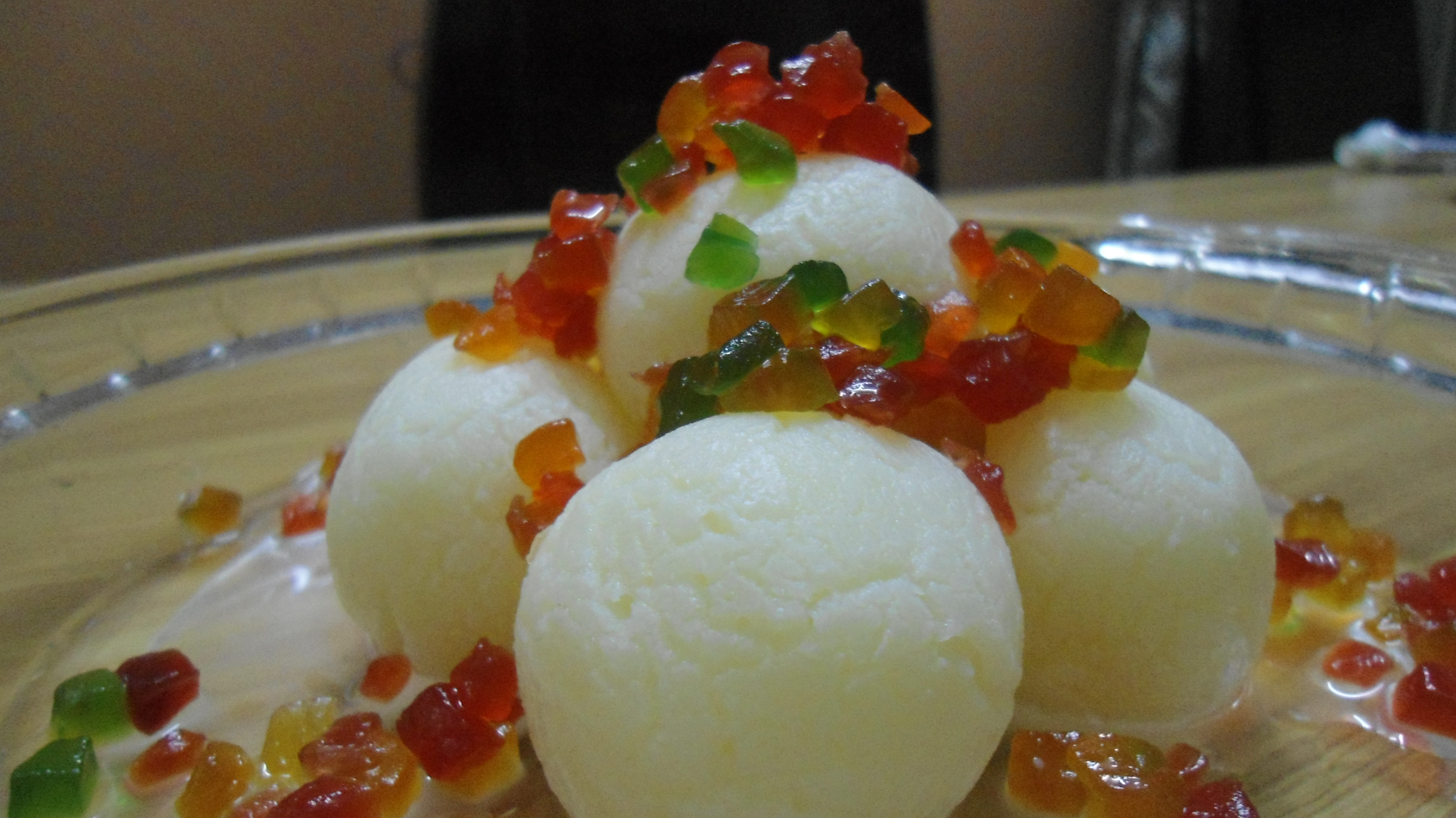
Расгулла

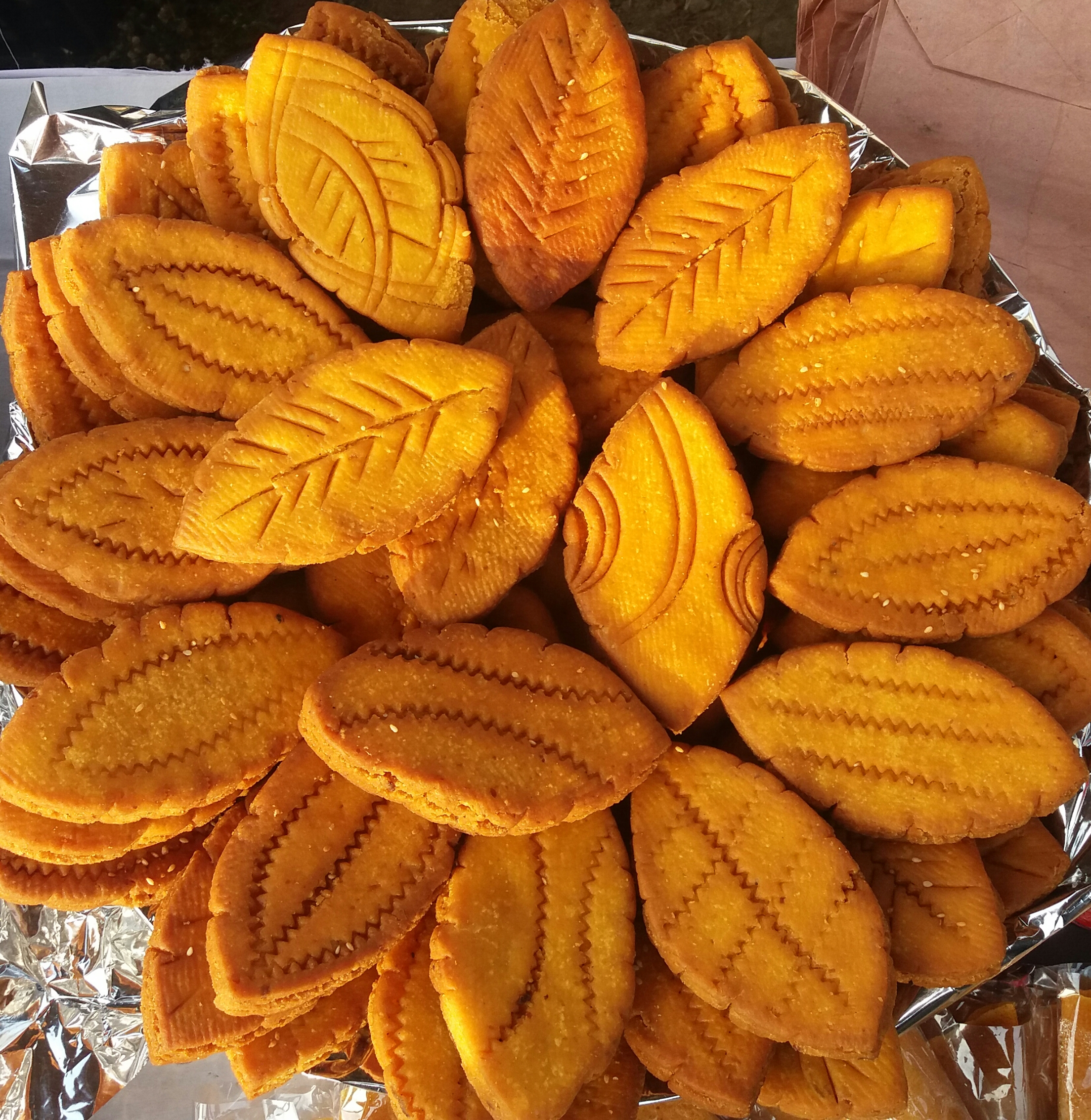
Вироби муг

Найпоширенішими видами десертів та солодощами бангладешської кухні є:
- Гоя — легка солодка закуска з борошна та цукру. Продається як вулична їжа.
- Гюрер Шондеш[en] — десерт з рисового борошна та пальмового цукру.
- Пітха — найпоширеніші ласощі в Бангладеші з молока та цукру[2]. Рецептів дуже багато.
- Расгулла або рошоголла — найпоширеніші солодощі в Бангладеші. Їх готують з ханни (солодкого молока) та цукрового сиропу.
- Рас малай — маленький рашоголла виготовлений на солодкій молочній основі[5][6][7].
- Кхая[en] — смажені солодкі цукерки з пшеничного борошна та кефіру, покриті цукром та кунжутом.
- Сандеш — десерт з молоком та цукром.
- Чомчом — найпопулярніші ласощі в бенгальській кухні. Їх готують з молока, борошна та цукру, а зверху посипають кокосовою стружкою[8]. Варіантів приготування дуже багато.

### Напої

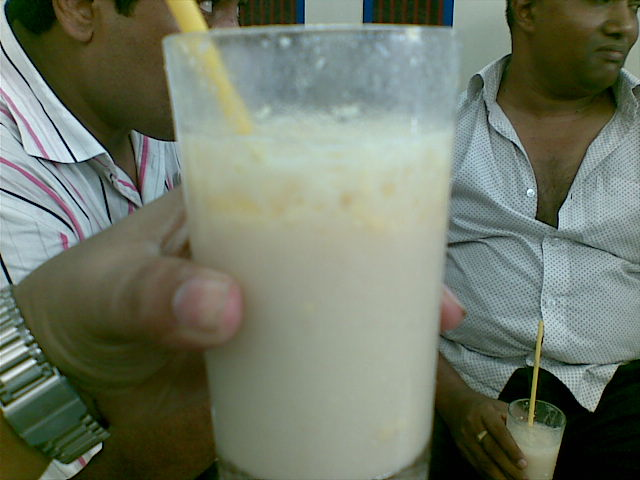
Лассі в місті Дакка

Напоїв в бангладешській кухні дуже багато. Ось деякі з них:
- Ахер Гулл Шорбот — цукровий сік.
- Гхол — солоне молоко.
- Кхеюр Рош — пальмовий сік
- Лассі — йогуртовий напій. Може бути солодким або солоним[7].
- Фалуда — холодний солодкий напій[7].
- Шербет — популярний напій, який готують з фруктів, квітів та спецій.
- Чай — традиційний напій в Бангладеші.

Місцеві жителі полюбляють також пити соки з манго, кавуну, айви.